# Major League Baseball 2017
La stagione 2017 è stata la 115ª stagione della Major League Baseball. Il calendario della stagione è stato pubblicato il 14 settembre 2016. La stagione è stata inaugurata il 2 aprile da un incontro tra i New York Yankees e i Tampa Bay Rays e si è conclusa il 1º ottobre. I play-off sono iniziati il 3 ottobre 2017. Le World Series 2017 sono iniziate il 24 ottobre e hanno visto imporsi gli Houston Astros sui Los Angeles Dodgers per quattro gare a tre.
Al termine della stagione regolare sono stati registrati 72 670 423 spettatori, con una media di 29 906 spettatori a partita.

## Modifiche alle regole
A marzo 2017, la Major League Baseball e la Major League Baseball Players Association si accordarono per la modifica di sette regole.
- L'inizio di una base su ball intenzionale senza lanci, permettendo all'allenatore della squadra in difesa di segnalare all'arbitro di casa base di voler fare avanzare il battitore senza alcun lancio. Dopo il segnale dell'allenatore, l'arbitro concede la prima base al battitore.
- Un limite massimo di 30 secondi perché l'allenatore decida di contestare una giocata e chiedere replay e revisione della giocata.
- Quando un allenatore ha esaurito le contestazioni per una partita, i Crew Chiefs possono chiedere il replay di battute non fuoricampo a partire dall'ottavo inning e non più dal settimo.
- Due minuti massimi per decidere su una revisione, con varie eccezioni.
- Divieto di utilizzare dei segni sul campo che possono essere dei riferimenti tangibili per i difensori.
- Un'aggiunta alla Regola 5.07 formalizza l'interpretazione di un arbitro, stabilendo che un lanciatore non può fare un secondo passo verso casa base o cambiare il piede fisso durante il lancio. Se c'è almeno un corridore, questa azione conta come balk (Regola 6.02(a)). Se le basi sono vuote, viene considerato come lancio illecito (Regola 6.02(b)).
- Un'aggiunta alla Regola 5.03 richiede ai suggeritori di posizionarsi dietro la linea del box del suggeritore più vicino a casa base e la linea che corre parallela alla linea di foul prima di ogni lancio. Una volta che la palla è in gioco, il suggeritore può lasciare il box del suggeritore per dare segnali al giocatore senza interferire con la giocata.

## Players Weekend
Nel weekend 25-27 agosto si tenne il primo Players Weekend, organizzato congiuntamente da MLB e MLB Players Association, durante il quale tutte le 30 squadre indossarono uniformi speciali. Il primo uso delle divise speciali fu durante il 20 agosto, nell'incontro tra Cardinals e Pirates per le MLB Little League Classic, giocate a Williamsport (Pennsylvania) durante le Little League World Series 2017. Il Players Weekend coincise con i giorni finali delle Little League World Series. Le uniformi erano differenti dalle uniformi regolare per diversi aspetti:
- Tutte le divise erano pullover con maniche in forte contrasto. Esclusi Reds e Phillies, che vestirono il bianco per il busto, tutte le squadre hanno usato colori particolari per il torso.
- Tutte le divise portavano i nomi dei giocatori sulla schiena; i giocatori vennero incoraggiati (ma non obbligati) a usare il proprio soprannome invece del cognome (o, nel caso di Ichiro Suzuki, il loro nome). Il Players Weekend fu la prima volta delle maglie degli Yankees con il nome sulla schiena.
- Alle magliette erano abbinati speciali cappellini colorati. Molti riportavano una versione modificata del logo della squadra, mentre altri avevano loghi inediti; per esempio, il logo dei Phillies per il Players Weekend era una Liberty Bell blu.
- Le magliette e le divise avevano un logo speciale con la progressione di un giocatore dalla gioventù fino all'età adulta. Il logo richiamava i loghi della Little League e della MLB.
- Sul braccio i giocatori avevano una toppa di ringraziamento su cui ogni giocatore poteva scrivere il nome di una persona che lo aveva aiutato durante la sua carriera sportiva.
- Tutte le squadre avevano calzettoni multicolore, tutti con lo stesso disegno.
- Sono state ammorbidite le restrizioni per i colori degli accessori (scarpette, guantini, ecc.) per permettere una maggiore espressività ai giocatori.

## Stagione regolare

### American League
East Division
| Squadra           | Vittorie | Sconfitte | Perc. | GB |
| ----------------- | -------- | --------- | ----- | -- |
| Boston Red Sox    | 93       | 69        | .574  | —  |
| New York Yankees  | 91       | 71        | .562  | 2  |
| Tampa Bay Rays    | 80       | 82        | .494  | 13 |
| Baltimore Orioles | 76       | 86        | .469  | 17 |
| Toronto Blue Jays | 75       | 87        | .463  | 18 |

Central Division
| Squadra            | Vittorie | Sconfitte | Perc. | GB |
| ------------------ | -------- | --------- | ----- | -- |
| Cleveland Indians  | 102      | 60        | .630  | —  |
| Minnesota Twins    | 85       | 77        | .525  | 17 |
| Kansas City Royals | 80       | 82        | .494  | 22 |
| Chicago White Sox  | 67       | 95        | .414  | 35 |
| Detroit Tigers     | 64       | 98        | .395  | 38 |

West Division
| Squadra            | Vittorie | Sconfitte | Perc. | GB |
| ------------------ | -------- | --------- | ----- | -- |
| Houston Astros     | 101      | 61        | .623  | —  |
| Los Angeles Angels | 80       | 82        | .494  | 21 |
| Seattle Mariners   | 78       | 84        | .481  | 23 |
| Texas Rangers      | 78       | 84        | .481  | 23 |
| Oakland Athletics  | 75       | 87        | .463  | 26 |

1. 1 2 3  Vincitore division
2. 1 2  Wildcard

### National League
East Division
| Squadra               | Vittorie | Sconfitte | Perc. | GB |
| --------------------- | -------- | --------- | ----- | -- |
| Washington Nationals  | 97       | 65        | .599  | —  |
| Miami Marlins         | 77       | 85        | .475  | 20 |
| Atlanta Braves        | 72       | 90        | .444  | 25 |
| New York Mets         | 70       | 92        | .432  | 27 |
| Philadelphia Phillies | 66       | 96        | .407  | 31 |

Central Division
| Squadra             | Vittorie | Sconfitte | Perc. | GB |
| ------------------- | -------- | --------- | ----- | -- |
| Chicago Cubs        | 92       | 70        | .568  | —  |
| Milwaukee Brewers   | 86       | 76        | .531  | 6  |
| St. Louis Cardinals | 83       | 79        | .512  | 9  |
| Pittsburgh Pirates  | 75       | 87        | .463  | 17 |
| Cincinnati Reds     | 68       | 94        | .420  | 24 |

West Division
| Squadra              | Vittorie | Sconfitte | Perc. | GB |
| -------------------- | -------- | --------- | ----- | -- |
| Los Angeles Dodgers  | 104      | 58        | .642  | —  |
| Arizona Diamondbacks | 93       | 69        | .574  | 11 |
| Colorado Rockies     | 87       | 75        | .537  | 17 |
| San Diego Padres     | 71       | 91        | .438  | 33 |
| San Francisco Giants | 64       | 98        | .395  | 40 |

1. 1 2 3  Vincitore division
2. 1 2  Wildcard

### All-Star Game

Il logo dell'All-Star Game 2017

L'88º Major League Baseball All-Star Game si è tenuto l'11 luglio al Marlins Park di Miami, vinto per 2-1 dall'American League. Per la prima volta dal 2002, l'All Star Game non determina il vantaggio del campo di casa per le World Series 2017 che verrà invece attribuito alla squadra con il miglior record ottenuto nella stagione regolare.

#### All-Star Game MVP
- Robinson Canó

### Record Individuali

#### American League
Battitori
| Stat. | Giocatore       | Squadra            | Tot. |
| ----- | --------------- | ------------------ | ---- |
| AVG   | José Altuve     | Houston Astros     | .346 |
| HR    | Aaron Judge     | New York Yankees   | 52   |
| RBI   | Nelson Cruz     | Seattle Mariners   | 119  |
| R     | Aaron Judge     | New York Yankees   | 128  |
| H     | José Altuve     | Houston Astros     | 204  |
| SB    | Whit Merrifield | Kansas City Royals | 24   |

Lanciatori
| Stat. | Giocatore       | Squadra            | Tot.  |
| ----- | --------------- | ------------------ | ----- |
| W     | Jason Vargas    | Kansas City Royals | 18    |
| W     | Corey Kluber    | Cleveland Indians  | 18    |
| W     | Carlos Carrasco | Cleveland Indians  | 18    |
| L     | Rick Porcello   | Boston Red Sox     | 17    |
| ERA   | Corey Kluber    | Cleveland Indians  | 2.25  |
| K     | Chris Sale      | Boston Red Sox     | 308   |
| IP    | Chris Sale      | Boston Red Sox     | 214.1 |
| SV    | Alex Colome     | Tampa Bay Rays     | 47    |

#### National League
Battitori
| Stat. | Giocatore         | Squadra          | Tot. |
| ----- | ----------------- | ---------------- | ---- |
| AVG   | Charlie Blackmon  | Colorado Rockies | .331 |
| HR    | Giancarlo Stanton | Miami Marlins    | 59   |
| RBI   | Giancarlo Stanton | Miami Marlins    | 132  |
| R     | Charlie Blackmon  | Colorado Rockies | 137  |
| H     | Charlie Blackmon  | Colorado Rockies | 213  |
| SB    | Dee Gordon        | Miami Marlins    | 60   |

Lanciatori
| Stat. | Giocatore       | Squadra              | Tot.  |
| ----- | --------------- | -------------------- | ----- |
| W     | Clayton Kershaw | Los Angeles Dodgers  | 18    |
| L     | Clayton Richard | San Diego Padres     | 15    |
| L     | Matt Moore      | San Francisco Giants | 15    |
| L     | Tyler Chatwood  | Colorado Rockies     | 15    |
| L     | Jeff Samardzija | San Francisco Giants | 15    |
| ERA   | Clayton Kershaw | Los Angeles Dodgers  | 2.31  |
| K     | Max Scherzer    | Washington Nationals | 268   |
| IP    | Jeff Samardzija | San Francisco Giants | 207.2 |
| SV    | Kenley Jansen   | Los Angeles Dodgers  | 41    |
| SV    | Greg Holland    | Colorado Rockies     | 41    |

## Postseason

### Tabellone
|  | Division Series | Division Series      | Division Series     |                     |                      | League Championship Series | League Championship Series | League Championship Series |  |  | World Series | World Series   | World Series |
|  |                 |                      |                     |                     |                      |                            |                            |                            |  |  |              |                |              |
|  | 3               | Boston Red Sox       | 1                   |                     |                      |                            |                            |                            |  |  |              |                |              |
|  | 2               | Houston Astros       | 3                   |                     |                      |                            |                            |                            |  |  |              |                |              |
|  | 2               | Houston Astros       | 3                   |                     | 2                    | Houston Astros             | 4                          |                            |  |  |              |                |              |
|  | American League |                      |                     |                     | 2                    | Houston Astros             | 4                          |                            |  |  |              |                |              |
|  |                 | 4                    | New York Yankees    | 3                   |                      |                            |                            |                            |  |  |              |                |              |
|  | 4               | 4                    | New York Yankees    | 3                   | New York Yankees     | 3                          |                            |                            |  |  |              |                |              |
|  | 4               |                      |                     |                     | New York Yankees     | 3                          |                            |                            |  |  |              |                |              |
|  | 1               | Cleveland Indians    | 2                   |                     |                      |                            |                            |                            |  |  |              |                |              |
|  |                 |                      |                     |                     |                      |                            |                            |                            |  |  | AL2          | Houston Astros | 4            |
|  |                 |                      | NL1                 | Los Angeles Dodgers | 3                    |                            |                            |                            |  |  |              |                |              |
|  | 3               | Chicago Cubs         | 3                   |                     |                      |                            |                            |                            |  |  |              |                |              |
|  | 2               | Washington Nationals | 2                   |                     |                      |                            |                            |                            |  |  |              |                |              |
|  | 2               | Washington Nationals | 2                   |                     | 3                    | Chicago Cubs               | 1                          |                            |  |  |              |                |              |
|  | National League |                      |                     |                     | 3                    | Chicago Cubs               | 1                          |                            |  |  |              |                |              |
|  |                 | 1                    | Los Angeles Dodgers | 4                   |                      |                            |                            |                            |  |  |              |                |              |
|  | 4               | 1                    | Los Angeles Dodgers | 4                   | Arizona Diamondbacks | 0                          |                            |                            |  |  |              |                |              |
|  | 4               |                      |                     |                     | Arizona Diamondbacks | 0                          |                            |                            |  |  |              |                |              |
|  | 1               | Los Angeles Dodgers  | 3                   |                     |                      |                            |                            |                            |  |  |              |                |              |

### Wild Card Game
American League
National League

### Division Series
American League
| Data                        | Squadra di casa   | Squadra ospite    | Risultato |
| --------------------------- | ----------------- | ----------------- | --------- |
| 5 ottobre                   | Cleveland Indians | New York Yankees  | 4-0       |
| 6 ottobre                   | Cleveland Indians | New York Yankees  | 9-8       |
| 8 ottobre                   | New York Yankees  | Cleveland Indians | 1-0       |
| 9 ottobre                   | New York Yankees  | Cleveland Indians | 7-3       |
| 11 ottobre                  | Cleveland Indians | New York Yankees  | 2-5       |
| New York vince la serie 3-2 |                   |                   |           |

| Data                       | Squadra di casa | Squadra ospite | Risultato |
| -------------------------- | --------------- | -------------- | --------- |
| 5 ottobre                  | Houston Astros  | Boston Red Sox | 8-2       |
| 6 ottobre                  | Houston Astros  | Boston Red Sox | 8-2       |
| 8 ottobre                  | Boston Red Sox  | Houston Astros | 10-3      |
| 9 ottobre                  | Boston Red Sox  | Houston Astros | 4-5       |
| Houston vince la serie 3-1 |                 |                |           |

National League
| Data                           | Squadra di casa      | Squadra ospite       | Risultato |
| ------------------------------ | -------------------- | -------------------- | --------- |
| 6 ottobre                      | Los Angeles Dodgers  | Arizona Diamondbacks | 9-5       |
| 7 ottobre                      | Los Angeles Dodgers  | Arizona Diamondbacks | 8-5       |
| 9 ottobre                      | Arizona Diamondbacks | Los Angeles Dodgers  | 1-3       |
| Los Angeles vince la serie 3-0 |                      |                      |           |

| Data                       | Squadra di casa      | Squadra ospite       | Risultato |
| -------------------------- | -------------------- | -------------------- | --------- |
| 6 ottobre                  | Washington Nationals | Chicago Cubs         | 0-3       |
| 7 ottobre                  | Washington Nationals | Chicago Cubs         | 6-3       |
| 9 ottobre                  | Chicago Cubs         | Washington Nationals | 2-1       |
| 11 ottobre                 | Chicago Cubs         | Washington Nationals | 0-5       |
| 12 ottobre                 | Washington Nationals | Chicago Cubs         | 8-9       |
| Chicago vince la serie 3-2 |                      |                      |           |

### League Championship Series
American League
| Data                       | Squadra di casa  | Squadra ospite   | Risultato |
| -------------------------- | ---------------- | ---------------- | --------- |
| 13 ottobre                 | Houston Astros   | New York Yankees | 2-1       |
| 14 ottobre                 | Houston Astros   | New York Yankees | 2-1       |
| 16 ottobre                 | New York Yankees | Houston Astros   | 8-1       |
| 17 ottobre                 | New York Yankees | Houston Astros   | 6-4       |
| 18 ottobre                 | New York Yankees | Houston Astros   | 5-0       |
| 20 ottobre                 | Houston Astros   | New York Yankees | 7-1       |
| 21 ottobre                 | Houston Astros   | New York Yankees | 4-0       |
| Houston vince la serie 4-3 |                  |                  |           |

National League
| Data                           | Squadra di casa     | Squadra ospite      | Risultato |
| ------------------------------ | ------------------- | ------------------- | --------- |
| 14 ottobre                     | Los Angeles Dodgers | Chicago Cubs        | 5-2       |
| 15 ottobre                     | Los Angeles Dodgers | Chicago Cubs        | 4-1       |
| 17 ottobre                     | Chicago Cubs        | Los Angeles Dodgers | 1-6       |
| 18 ottobre                     | Chicago Cubs        | Los Angeles Dodgers | 3-2       |
| 19 ottobre                     | Chicago Cubs        | Los Angeles Dodgers | 1-11      |
| Los Angeles vince la serie 4-1 |                     |                     |           |

### World Series

Logo delle World Series 2017

| Data        | Squadra di casa     | Squadra ospite      | Risultato |
| ----------- | ------------------- | ------------------- | --------- |
| 24 ottobre  | Los Angeles Dodgers | Houston Astros      | 3-1       |
| 25 ottobre  | Los Angeles Dodgers | Houston Astros      | 6-7       |
| 27 ottobre  | Houston Astros      | Los Angeles Dodgers | 5-3       |
| 28 ottobre  | Houston Astros      | Los Angeles Dodgers | 2-6       |
| 29 ottobre  | Houston Astros      | Los Angeles Dodgers | 13-12     |
| 31 ottobre  | Los Angeles Dodgers | Houston Astros      | 3-1       |
| 1º novembre | Los Angeles Dodgers | Houston Astros      | 1-5       |

#### ALCS MVP
- Justin Verlander

#### NLCS MVP
- Chris Taylor e Justin Turner

#### World Series MVP
- George Springer

## Premi

### Premi annuali
| American League   | National League  | Posizione        |
| ----------------- | ---------------- | ---------------- |
| Marcus Stroman    | Zack Greinke     | Lanciatore       |
| Martín Maldonado  | Tucker Barnhart  | Ricevitore       |
| Eric Hosmer       | Paul Goldschmidt | Prima base       |
| Brian Dozier      | D.J. LeMahieu    | Seconda base     |
| Evan Longoria     | Nolan Arenado    | Interbase        |
| Andrelton Simmons | Brandon Crawford | Terza base       |
| Alex Gordon       | Marcell Ozuna    | Esterno sinistro |
| Byron Buxton      | Ender Inciarte   | Esterno centro   |
| Mookie Betts      | Jason Heyward    | Esterno destro   |

| American League  | National League   | Posizione     |
| ---------------- | ----------------- | ------------- |
| Nelson Cruz      | Adam Wainwright   | DH/Lanciatore |
| Gary Sánchez     | Buster Posey      | Ricevitore    |
| Eric Hosmer      | Paul Goldschmidt  | Prima base    |
| José Altuve      | Daniel Murphy     | Seconda base  |
| José Ramírez     | Nolan Arenado     | Terza base    |
| Francisco Lindor | Corey Seager      | Interbase     |
| Justin Upton     | Charlie Blackmon  | Esterno       |
| George Springer  | Marcell Ozuna     | Esterno       |
| Aaron Judge      | Giancarlo Stanton | Esterno       |

MVP
|    | Giocatore         | Squadra        |
| -- | ----------------- | -------------- |
| AL | José Altuve       | Houston Astros |
| NL | Giancarlo Stanton | Miami Marlins  |

Esordiente dell'anno
|    | Giocatore      | Squadra             |
| -- | -------------- | ------------------- |
| AL | Aaron Judge    | New York Yankees    |
| NL | Cody Bellinger | Los Angeles Dodgers |

Cy Young Award
|    | Giocatore    | Squadra              |
| -- | ------------ | -------------------- |
| AL | Corey Kluber | Cleveland Indians    |
| NL | Max Scherzer | Washington Nationals |

Rilievo dell'anno (Mariano Rivera/Trevor Hoffman Award)
|    | Giocatore     | Squadra             |
| -- | ------------- | ------------------- |
| AL | Craig Kimbrel | Boston Red Sox      |
| NL | Kenley Jansen | Los Angeles Dodgers |

Allenatore dell'anno
|    | Giocatore     | Squadra              |
| -- | ------------- | -------------------- |
| AL | Paul Molitor  | Minnesota Twins      |
| NL | Torey Lovullo | Arizona Diamondbacks |

Hank Aaron Award
|    | Giocatore         | Squadra        |
| -- | ----------------- | -------------- |
| AL | José Altuve       | Houston Astros |
| NL | Giancarlo Stanton | Miami Marlins  |

### Premi mensili e settimanali

#### Giocatori del mese[34]
| Mese      | American League | National League   |
| --------- | --------------- | ----------------- |
| Aprile    | Mike Trout      | Ryan Zimmerman    |
| Maggio    | Carlos Correa   | Charlie Blackmon  |
| Giugno    | Aaron Judge     | Andrew McCutchen  |
| Luglio    | José Altuve     | Nolan Arenado     |
| Agosto    | Manny Machado   | Giancarlo Stanton |
| Settembre | Aaron Judge     | J.D. Martinez     |

#### Lanciatori del mese[35]
| Mese      | American League     | National League   |
| --------- | ------------------- | ----------------- |
| Aprile    | Dallas Keuchel      | Iván Nova         |
| Maggio    | Lance McCullers Jr. | Alex Wood         |
| Giugno    | Corey Kluber        | Max Scherzer      |
| Luglio    | James Paxton        | Rich Hill         |
| Agosto    | Corey Kluber        | Jake Arrieta      |
| Settembre | Corey Kluber        | Stephen Strasburg |

#### Esordiente del mese[36]
| Mese      | American League   | National League   |
| --------- | ----------------- | ----------------- |
| Aprile    | Aaron Judge       | Antonio Senzatela |
| Maggio    | Aaron Judge       | Cody Bellinger    |
| Giugno    | Aaron Judge       | Cody Bellinger    |
| Luglio    | Yulieski Gurriel  | Paul DeJong       |
| Agosto    | Andrew Benintendi | Rhys Hoskins      |
| Settembre | Aaron Judge       | José Martínez     |

#### Giocatori della settimana
| Settimana          | American League  | National League  |
| ------------------ | ---------------- | ---------------- |
| 2-9 aprile         | Nomar Mazara     | J. T. Realmuto   |
| 10-16 aprile       | James Paxton     | Marcell Ozuna    |
| 17-23 aprile       | Steven Souza Jr. | Bryce Harper     |
| 24-30 aprile       | Miguel Sanó      | Ryan Zimmerman   |
| 1º-7 maggio        | Yonder Alonso    | Cody Bellinger   |
| 8-14 maggio        | Mookie Betts     | Alex Wood        |
| 15-21 maggio       | J. D. Martinez   | Jake Lamb        |
| 22-28 maggio       | José Abreu       | Charlie Blackmon |
| 29 maggio-4 giugno | George Springer  | Edinson Vólquez  |
| 5-11 giugno        | Aaron Judge      | Scooter Gennett  |
| 12-18 giugno       | José Ramírez     | Jacob deGrom     |
| 19-25 giugno       | Corey Kluber     | Cody Bellinger   |
| 26 giugno-2 luglio | Mookie Betts     | Joey Votto       |
| 3-9 luglio         | José Altuve      | Clayton Kershaw  |

| Settimana               | American League | National League   |
| ----------------------- | --------------- | ----------------- |
| 10-16 luglio            | J. D. Martinez  | Anthony Rendon    |
| 17-23 luglio            | Jonathan Schoop | Nolan Arenado     |
| 24-30 luglio            | Adrián Beltré   | Manuel Margot     |
| 24-30 luglio            | James Paxton    | Manuel Margot     |
| 31 luglio-6 agosto      | Tim Beckham     | Willson Contreras |
| 7-13 agosto             | Eddie Rosario   | Giancarlo Stanton |
| 14-20 agosto            | Manny Machado   | Anthony Rizzo     |
| 21-27 agosto            | Byron Buxton    | Giancarlo Stanton |
| 28 agosto-3 settembre   | José Ramírez    | Jeff Samardzija   |
| 4-10 settembre          | Eric Hosmer     | J. D. Martinez    |
| 11-17 settembre         | Corey Kluber    | J. D. Martinez    |
| 18-24 settembre         | Aaron Judge     | Marcell Ozuna     |
| 18-24 settembre         | Aaron Judge     | Giancarlo Stanton |
| 25 settembre-1º ottobre | Carlos Correa   | Andrew McCutchen  |

## Ritiri
- Joel Hanrahan, la cui ultima apparizione come lanciatore nella MLB risale al 2013, ha annunciato il proprio ritiro il 15 novembre 2016.[38]

### Numeri ritirati
- Il numero 34 di David Ortiz è stato ritirato dai Boston Red Sox il 23 giugno; è l'undicesimo numero ritirato dalla franchigia.[39]
- Il 14 maggio la maglia numero 2 di Derek Jeter è stata dai New York Yankees; è il ventunesimo numero ritirato dalla franchigia e l'ultimo numero a singola cifra ancora utilizzato dalla squadra.[40][41]
- Il numero 56 di Mark Buehrle è stato ritirato dai Chicago White Sox il 24 giugno; è il dodicesimo numero ritirato dalla franchigia.[42][43]
- La maglia numero 11 di Edgar Martínez è stata ritirata dai Seattle Mariners il 12 agosto; è il terzo numero ritirato dalla squadra.[44][45]
- La maglia numero 7 di Iván Rodríguez è stata ritirata il 12 agosto dai Texas Rangers; è il quarto numero ritirato dalla franchigia.[46][47]